# Regió d'Oriola

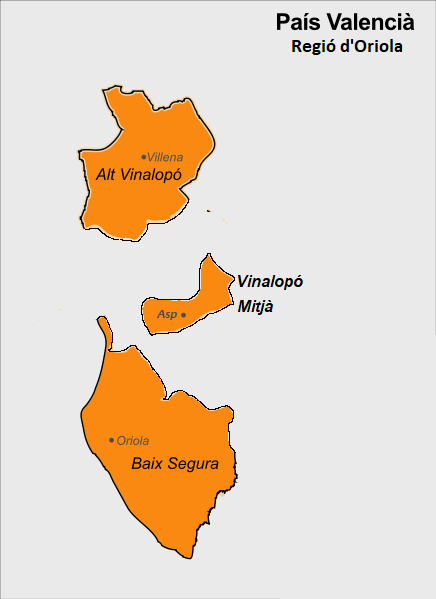
Comarques de la Regió d'Oriola. Amb únicament Asp i Monfort al Vinalopó Mitjà i sense Guardamar al Baix Segura.

La Regió d'Oriola és una regió valenciana que comprèn les comarques castellanoparlants de l'actual Província d'Alacant. Va ser proposada per Joan Soler i Riber als 70 després de la modificació d'una primera.

## Comarques
- El Baix Segura[1][2] (en el moment de la proposta sense Guardamar).
- El Vinalopó Mitjà[1] o Vinalopó Central[2] (en el moment de la proposta formada únicament per Asp i Monfort).
- L'Alt Vinalopó[1][2] (en el moment de la proposta amb Elda i sense la Vall de Biar).